# Élection gouvernorale de 2022 en Alaska
L' élection gouvernorale de 2022 en Alaska a lieu le 8 novembre 2022 afin d'élire le gouverneur de l'État américain d'Alaska.

## Contexte
L'élection gouvernorale de 2018 est remportée par le candidat républicain Mike Dunleavy. Initialement candidat à sa réélection, le gouverneur indépendant sortant William Walker se désiste finalement un mois avant le scrutin en faveur du candidat démocrate Mark Begich face au républicain Mike Dunleavy, estimant impossible sa victoire dans le cadre d'une élection tripartite. Walker avait tenté sans succès au cours des primaires d'obtenir le soutien du parti démocrate,.
L'élection de 2022 est la première depuis le passage du système électoral de l'Alaska au vote à second tour instantané. Jusqu'en 2020, le système électoral utilisé était le scrutin uninominal majoritaire à un tour précédé de primaires fermées, où seuls les électeurs s'étant enregistrés comme appartenant à un parti pouvaient participer. Un référendum d'initiative populaire organisé le 3 novembre 2020 voit la population approuver le passage au système en vigueur. Le nouveau système voit sa constitutionnalité confirmée le 30 juillet 2021 par la Cour supérieure de l'Alaska,.

## Système électoral

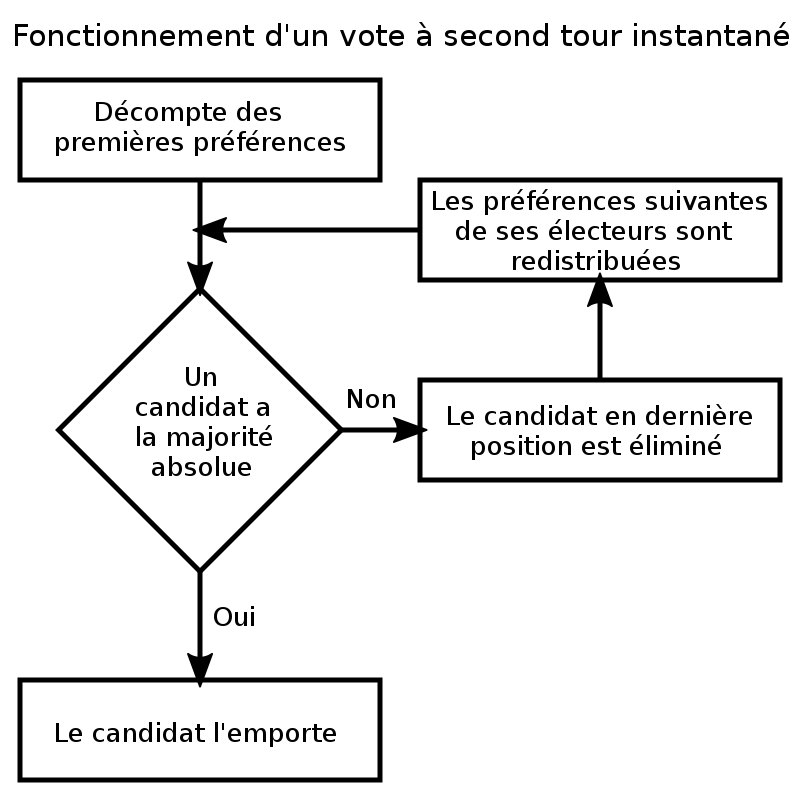
Fonctionnement d'un vote à second tour instantané

Le gouverneur de l'Alaska est élu au vote à second tour instantané, associé à des primaires ouvertes communes. Le système consiste à faire s'opposer l'ensemble des candidats des différentes partis au sein d'une grande primaire ouverte où plusieurs candidats d'un même parti peuvent s'affronter, et à laquelle l'ensemble des électeurs peut voter. Les quatre candidats arrivés en tête tous partis confondus sont qualifiés pour l'élection proprement dite, organisée en un seul tour au vote à second tour instantané. Les électeurs classent les candidats par ordre de préférences, et les candidats ayant reçu le moins de voix sont éliminés avec un report des secondes préférences de leurs électeurs jusqu'à ce qu'un candidat ait obtenu la majorité absolue,. 
Le mandat est de quatre ans renouvelable une seule fois de manière consécutive. Un gouverneur ayant accompli deux mandats successifs peut néanmoins se représenter après un délai d'une durée d'un mandat entier, soit quatre ans. Selon la constitution de l'État, l'élection du gouverneur et du lieutenant-gouverneur a lieu simultanément, les deux figurant sur le même ticket : ils se présentent ensemble comme pour l'élection présidentielle américaine.

## Résultats
| Candidats (et colistiers) | Candidats (et colistiers)     | Partis                   | 1er choix | 1er choix |
| Candidats (et colistiers) | Candidats (et colistiers)     | Partis                   | Voix      | %         |
| ------------------------- | ----------------------------- | ------------------------ | --------- | --------- |
|                           | Mike Dunleavy Nancy Dahlstrom | Républicain              | 132 632   | 50,29     |
|                           | Les Gara Jessica Cook         | Démocrate                | 63 851    | 24,21     |
|                           | Bill Walker Heidi Drygas      | Indépendant              | 54 668    | 20,73     |
|                           | Charlie Pierce Edie Grunwald  | Républicain              | 11 817    | 4,48      |
|                           | Candidats par écrit           | Candidats par écrit      | 784       | 0,30      |
| Total des voix            | Total des voix                | Total des voix           | 263 752   | 100       |
|                           |                               |                          |           |           |
| Votes valides             | Votes valides                 | Votes valides            | 263 752   | 98,80     |
| Votes blancs et nuls      | Votes blancs et nuls          | Votes blancs et nuls     | 3 191     | 1,20      |
| Total                     | Total                         | Total                    | 266 943   | 100       |
| Abstentions               | Abstentions                   | Abstentions              | 334 218   | 65,30     |
| Inscrits / Participation  | Inscrits / Participation      | Inscrits / Participation | 601 161   | 44,70     |